# Catuense Futebol
Catuense Futebol is een Braziliaanse voetbalclub uit Catu in de deelstaat Bahia.

## Geschiedenis
De club werd opgericht op 1 januari 1974 als Associação Desportiva Catuense. De club speelde in 1984 in de Série A en eindigde laatste in de groepsfase. In 1982 en van 1985 tot 1991 speelde de club ook in de Série B. In 1989 bereikte de club de halve finale en verloor daar van São José. Een jaar later bereikte de club de derde fase. Hierna speelde de club nog tot 1998 in de Série C.
In 2001 werd de naam gewijzigd in Catuense Futebol.